# Ægtemand eller ikke -
Ægtemand eller ikke - er en amerikansk stumfilm fra 1919 af Clarence G. Badger.

## Medvirkende
- Will Rogers - Sam Lyman
- Peggy Wood - Eva McElwyn
- Herbert Standing - Banker McElwyn
- Cullen Landis - Jerry Wilson
- Clara Horton - Jane Sheldon
- Ed Brady - Zeb Sawyer
- Sidney De Gray - John Carruthers
- Gus Saville - Jasper Stagg
- Guinn "Big Boy" Williams
- Mary Jane Irving